# Semicassis bondarevi
Semicassis bondarevi is een slakkensoort uit de familie van de Cassidae. De wetenschappelijke naam van de soort is voor het eerst geldig gepubliceerd in 1993 door Mühlhäusser & Parth.